# FIFA 2000
FIFA 2000  er et computerspil i FIFA-serien  er udkommet til Playstation, Gameboy Color og som Windows PC spil.

## Udgivelser
Windows
- Nord Amerika: 30, September 1999
- Europa: 30, September 1999

PlayStation
- Nord Amerika: 9, Oktober 1999
- Europa: 26, Oktober 1999
- Japan: 30, Marts 2000

Game Boy Color
- Nord Amerika: 30, November 1999
- Europa: 30, November 1999

Soundtrack:
- Robbie Williams' "It's Only Us"

 Der er for få eller ingen kildehenvisninger i denne artikel, hvilket er et problem. Du kan hjælpe ved at angive troværdige kilder til de påstande, som fremføres i artiklen.

| computerspil | Spire Denne computerspilsrelaterede artikel er en spire som bør udbygges. Du er velkommen til at hjælpe Wikipedia ved at udvide den. |